# Mildred Davis (actrice)
Pour les articles homonymes, voir Davis.
Mildred Davis est une actrice américaine du cinéma muet, née à Philadelphie (Pennsylvanie) le 22 février 1901, et morte à Santa Monica (Californie) le 18 août 1969. Elle joue dans nombre de films muets de Harold Lloyd, qui fut son mari.

## Biographie

### Débuts et carrière

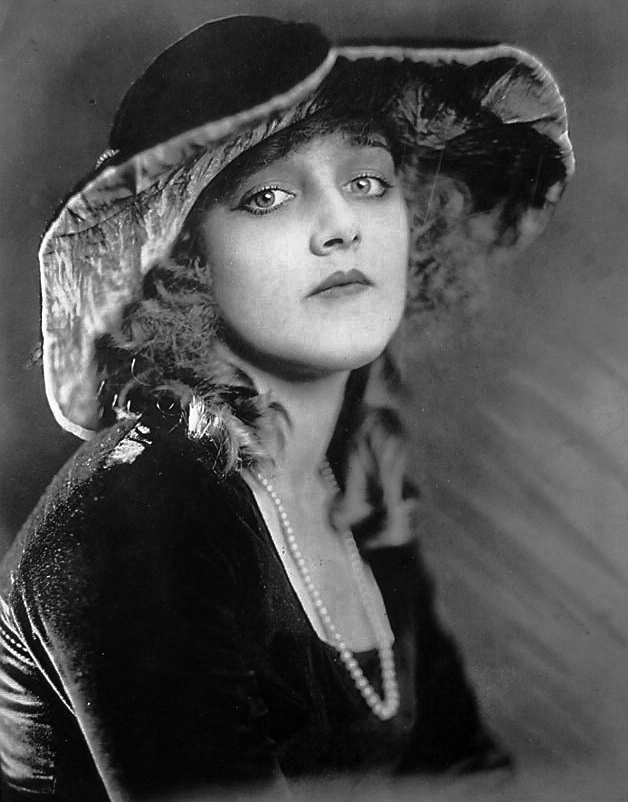
Mildred Davis à 17 ans.

Mildred Hillary Davis est née à Philadelphie, en Pennsylvanie, où elle fréquente l'établissement Friends School. Après plusieurs années d'études, elle s'installe à Los Angeles dans l'espoir de décrocher un rôle. Après avoir obtenu quelques petits rôles, elle retint l'attention de Hal Roach, qui l'indiqua au comédien Harold Lloyd. Lloyd recherchait une grande actrice pour remplacer Bebe Daniels, et prit Davis pour sa comédie La Vertu récompensée (From Hand to Mouth) en 1919. Ce fut le premier d'une série de quinze films les mettant ensemble à l'affiche.
Le 10 février 1923, elle épousa Harold Lloyd. Après leur mariage, Lloyd annonça que Davis n'apparaîtrait plus dans aucun film. Après avoir longtemps argumenté avec son mari, Davis obtint son consentement pour son retour à l'écran dans Too Many Crooks, que Lloyd produisit avec sa société.

### Vie privée
Son frère, Jack Davis, d'abord acteur dans Our Gang devint plus tard un éminent médecin à Beverly Hills. Avec Lloyd, elle eut trois enfants, Gloria Lloyd (pl) (1923-2012), Harold Lloyd Jr. (1931-1971) et Marjorie Elisabeth Lloyd (1925-1986) adoptée. Davis fut très active à Beverly Hills, comme maîtresse de maison dans leur manoir de Greenacres, et où elle appréciait particulièrement l'entretien du parc. Le couple resta très lié toute leur vie conjugale. Davis trouva un appui dans sa grande amitié avec les actrices Marion Davies et Colleen Moore. Elle eut aussi une longue amitié avec Roy Brooks, l'assistant de Lloyd, qui vécut avec eux à Greenacres pendant plus de quarante ans.

### Décès
Davis mourut d'un infarctus après une série d'accidents vasculaires cérébraux, à Santa Monica, en 1969. Elle est enterrée au Forest Lawn Memorial Park de Glendale.

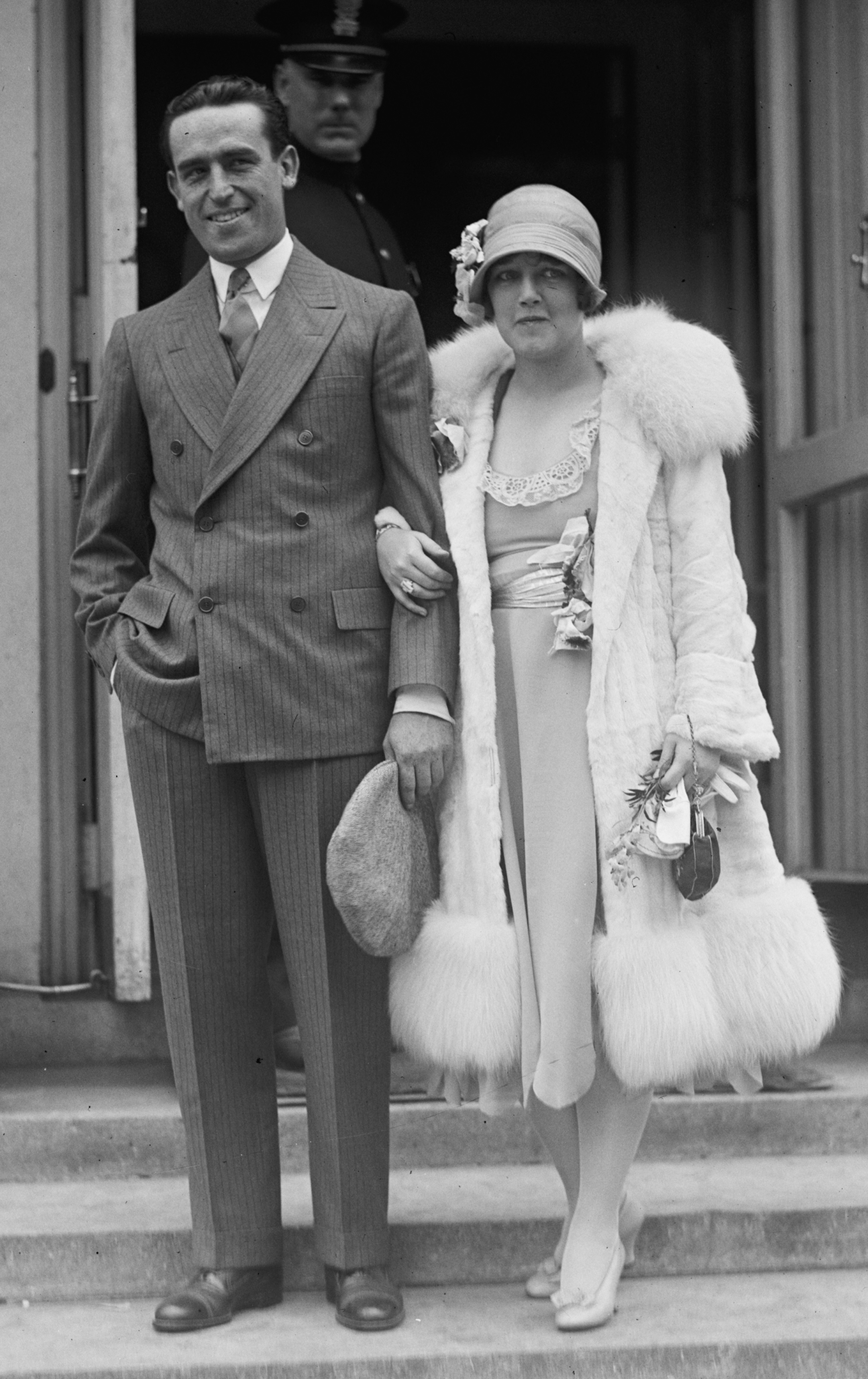
Harold Lloyd et Mildred Davis en 1925.

## Filmographie
- 1918 : Rêve brisé (A Weaver of Dreams) de John H. Collins : Margery Gordon
- 1919 : À tort et à travers (All Wrong) de Raymond B. West et William Worthington
- 1919 : La Vertu récompensée (From Hand to Mouth) d'Alfred J. Goulding et Hal Roach
- 1920 : Pour le cœur de Jenny (An Eastern Westerner) de Hal Roach
- 1920 : Ma fille est somnambule (High and Dizzy) de Hal Roach
- 1920 : Le Manoir hanté (Haunted Spooks) d'Alfred J. Goulding et Hal Roach
- 1920 : Oh! La belle voiture ! (Get Out and Get Under) de Hal Roach
- 1920 : Quel numéro demandez-vous ? (Number, Please?) de Hal Roach et Fred C. Newmeyer
- 1921 : Marin malgré lui (A Sailor-Made Man), de Fred C. Newmeyer
- 1921 : La Chasse au renard (Among Those Present) de Fred C. Newmeyer
- 1921 : Pour l'amour de Mary (Now or Never) de Hal Roach et Fred C. Newmeyer
- 1921 : Voyage au paradis (Never Weaken) de Fred C. Newmeyer et Sam Taylor
- 1921 : Ayez donc des gosses (I Do) de Hal Roach
- 1922 : Le Petit à Grand-maman ou Le Talisman de Grand-mère (Grandma's Boy), de Fred C. Newmeyer
- 1922 : Et puis ça va (Doctor Jack) de Fred C. Newmeyer et Sam Taylor
- 1923 : Monte là-dessus ! (Safety Last!) de Fred C. Newmeyer et Sam Taylor
- 1927 : Too Many Crooks de Fred C. Newmeyer